# Douglas Irwin
Douglas A. Irwin, né le 31 octobre 1962, est un économiste américain. Il est John French Professor of Economics au Dartmouth College.
Après avoir obtenu un PhD en économie à l'université Columbia en 1988, il est économiste à la Reserve Fédérale de 1988 à 1991. Il est ensuite professeur en économie des affaires à l'université de Chicago de 1994 à 1997, puis professeur d'économie au Dartmouth College depuis 1997.
Selon RePEc, Douglas Irwin a publié près de 70 articles scientifiques dans des revues à comité de lecture. Il totalise plus de 10 000 citations et son indice h est plus de 60,,. Ses articles incluent notamment des publications dans l'American Economic Review,,,, et le Journal of Political Economy,,.
Ses travaux s'intéressent à la mondialisation et au commerce international.